# Alouatta guariba
Alouatta guariba (tidigare Alouatta fusca) är en däggdjursart som först beskrevs av Alexander von Humboldt 1812.  Alouatta guariba ingår i släktet vrålapor, och familjen Atelidae.
Inga underarter finns listade i Catalogue of Life. Wilson & Reeder (2005) skiljer mellan två underarter.
Hos Alouatta guariba når hannar en kroppslängd (huvud och bål) av 50 till 60 cm och honor blir utan svans 44 till 54 cm långa. Svanslängden är hos hannar 52 till 67 cm och honor har en 48 till 57 cm lång svans. Vikten är 5,3 till 7,2 kg för hannar samt 4,1 till 5,0 kg för honor. Den bruna, rödbruna eller svartaktig pälsen har ofta inslag av gult som glänser i solen. Kring kinderna och hakan förekommer hos hannar och honor ett tjockt skägg. Hår som växer åt olika håll bildar ovanför ansiktet en horisontal kam. Pälsens färg varierar något mellan olika utbredningsområden och i några regioner kan hannar och honor åtskiljas med hjälp av pälsfärgen.
Denna vrålapa förekommer i östra Brasilien från delstaten Bahia söderut till delstaten Rio Grande do Sul. Arten finns även i argentinska provinsen Misiones. Alouatta guariba vistas främst i låglandet och den hittas även i låga bergstrakter. Habitatet utgörs av olika slags fuktiga skogar.
Individerna bildar flockar som har vanligen omkring fem medlemmar. Antalet ökar ibland till cirka 11 individer. De vrålar på morgonen och ibland mitt på dagen för att visa sitt anspråk på reviret som är 5 till 45 hektar stort. Födan utgörs främst av blad som kompletteras med andra växtdelar och några insekter, till exempel termiter. Arten klättrar främst i träd men uppsöker ibland marken för att dricka.
Djuret jagas för köttets skull och arten hotas av även av habitatförstörelse. Populationen är ganska stor och Alouatta guariba finns dessutom i olika skyddsområden. IUCN listar arten som sårbar (VU).